# قلبم را نشکن
«قلبم را نشکن» (انگلیسی: Don't Go Breaking My Heart) تک‌آهنگی از التون جان و کیکی دی که در ۲۱ ژوئن ۱۹۷۶ توسط راکت در پادشاهی متحده و ام‌سی‌ای در ایالات متحده منتشر شد. این ترانه در صدر  ۱۰۰ آهنگ داغ بیلبورد قرار گرفت.